# Halálozások 1999-ben
Ez a szócikk az 1999-es évben elhunyt nevezetes személyeket sorolja fel.

## Ismeretlen hónap
| Dátum          | Név                | Foglalkozás / tisztség             | Kor   | Forrás |
| -------------- | ------------------ | ---------------------------------- | ----- | ------ |
| Ismeretlen nap | Olajos Váczy Magda | romániai magyar újságíró, emlékíró | 89–90 | —      |

## December
| Dátum        | Név                     | Foglalkozás / tisztség                                                             | Kor | Forrás |
| ------------ | ----------------------- | ---------------------------------------------------------------------------------- | --- | ------ |
| december 31. | Elliot Richardson       | amerikai jogász, politikus                                                         | 079 |        |
| december 30. | Janáky Viktor           | keramikus                                                                          | 066 |        |
| december 30. | Sarah Knauss            | amerikai korrekorder                                                               | 119 |        |
| december 30. | Louis Michel            | francia fizikus, matematikus                                                       | 076 |        |
| december 29. | Rabár Ferenc            | közgazdász, politikus, pénzügyminiszter                                            | 070 |        |
| december 29. | Leon Radzinowicz        | lengyel származású brit kriminológus                                               | 093 |        |
| december 29. | Szántó Konrád           | római katolikus pap, főiskolai tanár, egyháztörténész                              | 079 |        |
| december 28. | Joachim Böhmer          | olimpiai bronzérmes (1972) német (NDK) evezős                                      | 059 |        |
| december 28. | Majtényiné Túri Katalin | népművelő, könyvtáros                                                              | 046 |        |
| december 27. | Dékány Kálmán           | író, újságíró                                                                      | 078 |        |
| december 26. | Curtis Mayfield         | amerikai R&B, soul- és funkénekes, dalszövegíró, hangmérnök                        | 057 |        |
| december 25. | Zully Moreno            | argentin színésznő                                                                 | 079 |        |
| december 25. | Rákos Sándor            | költő, műfordító, esszéíró, kiadói szerkesztő                                      | 078 |        |
| december 24. | João Figueiredo         | brazil katonatiszt, politikus, elnök (1979–1985)                                   | 081 |        |
| december 24. | Révész Endre            | szobrász                                                                           | 087 | —      |
| december 23. | Wallace Diestelmeyer    | olimpiai bronzérmes (1948) és világbajnoki bronzérmes (1948) kanadai műkorcsolyázó | 073 |        |
| december 23. | Marcel Landowski        | francia zeneszerző                                                                 | 084 |        |
| december 22. | Per Aabel               | norvég színész, táncos, koreográfus                                                | 097 |        |
| december 20. | Carin Nilsson           | olimpiai bronzérmes (1920) svéd úszó                                               | 095 |        |
| december 20. | Hank Snow               | kanadai countryénekes                                                              | 085 |        |
| december 19. | Desmond Llewelyn        | brit filmszínész, többek között Q-t alakította a James Bond filmsorozatban         | 085 |        |
| december 18. | Robert Bresson          | francia filmrendező                                                                | 098 |        |
| december 18. | Dennis W. Sciama        | brit fizikus                                                                       | 073 |        |
| december 17. | Rex Allen               | amerikai színész, énekes, dalszövegíró                                             | 078 |        |
| december 17. | Grover Washington, Jr.  | amerikai szaxofonos                                                                | 056 |        |
| december 17. | C. Vann Woodwar         | Pulitzer-díjas amerikai történész                                                  | 091 |        |
| december 15. | Rune Andréasson         | svéd képregényalkotó, animátor                                                     | 074 |        |
| december 15. | Anne-Cath. Vestly       | norvég gyermekkönyvíró                                                             | 088 |        |
| december 14. | Holczreiter Sándor      | olimpiai bronzérmes, háromszoros világbajnok súlyemelő                             | 053 |        |
| december 13. | Szilágyi Ida            | szlovákiai magyar festőművész, tanár                                               | 077 | —      |
| december 13. | Tarmo Uusivirta         | világbajnoki ezüstérmes (1978 és 1982) és Európa-bajnok (1979) finn ökölvívó       | 042 |        |
| december 12. | Joseph Heller           | amerikai író                                                                       | 076 |        |
| december 12. | Antonio Saldanha        | portugál nemzetközi labdarúgó-játékvezető                                          | 072 |        |
| december 10. | Rick Danko              | kanadai énekes, dalszerző, zenész                                                  | 056 |        |
| december 10. | Franjo Tudjman          | Horvátország államfője                                                             | 077 |        |
| december 10. | Kazimir Károly          | színész, rendező                                                                   | 071 |        |
| december 9.  | Jakov Rilszkij          | olimpiai bajnok (1964) és többszörös világbajnok szovjet-orosz vívó                | 071 |        |
| december 8.  | Pupella Maggio          | olasz színésznő (Amarcord)                                                         | 089 |        |
| december 8.  | Toninho Baiano          | brazil válogatott labdarúgó                                                        | 051 |        |
| december 8.  | Néstor Togneri          | válogatott argentin labdarúgó, hátvéd                                              | 057 |        |
| december 7.  | Darling Légitimus       | francia színésznő                                                                  | 092 |        |
| december 6.  | Zsíros Ágnes            | színésznő                                                                          | 036 |        |
| december 5.  | Faluvégi Lajos          | magyar politikus, pénzügyminiszter                                                 | 075 |        |
| december 4.  | Hans Günther Aach       | német botanikus                                                                    | 080 |        |
| december 3.  | John Archer             | amerikai filmes és televíziós színész                                              | 084 |        |
| december 3.  | Scatman John            | amerikai jazzénekes, költő                                                         | 057 |        |
| december 3.  | Madeline Kahn           | Tony-díjas amerikai színházi, film- és televíziós színésznő és énekesnő            | 057 |        |
| december 3.  | Kuczka Péter            | író, szerkesztő                                                                    | 076 |        |
| december 3.  | Walter Schleger         | csehszlovákiai német családból származó osztrák labdarúgócsatár                    | 070 |        |
| december 1.  | Varjas Anna             | zongoraművész, zenenpedagógus                                                      | 078 | —      |

## November
| Dátum        | Név                | Foglalkozás / tisztség                                                        | Kor | Forrás |
| ------------ | ------------------ | ----------------------------------------------------------------------------- | --- | ------ |
| november 30. | Claudio Ruffini    | olasz színész, kaszkadőr                                                      | 059 |        |
| november 29. | John Berry         | amerikai filmrendező                                                          | 082 |        |
| november 29. | Sid Patterson      | ausztrál kerékpárversenyző                                                    | 072 |        |
| november 29. | Szrogh György      | Állami Díjas és Ybl Miklós-díjas építész                                      | 084 |        |
| november 27. | Alain Peyrefitte   | francia politikus, diplomata, miniszter                                       | 074 |        |
| november 26. | Láng Károly        | labdarúgó                                                                     | 068 |        |
| november 26. | Ashley Montagu     | brit-amerikai antropológus                                                    | 094 |        |
| november 21. | Pierre Bézier      | francia gépész- és villamosmérnök                                             | 089 |        |
| november 20. | Amintore Fanfani   | olasz politikus, miniszterelnök (1958–1959 és 1960–1963 és 1982–1983 és 1987) | 091 |        |
| november 19. | Yvette Cauchois    | francia fizikus                                                               | 090 |        |
| november 18. | Vittorio Miele     | olasz festő                                                                   | 072 | —      |
| november 16. | Daniel Nathans     | fiziológiai és orvostudományi Nobel-díjas amerikai mikrobiológus              | 071 |        |
| november 16. | Henri Padou        | olimpiai bronzérmes (1948) francia úszó                                       | 071 |        |
| november 14. | Csermák János      | labdarúgó (Dorogi Bányász)                                                    | 079 | —      |
| november 14. | Charles Odegaard   | amerikai történész, a Washingtoni Egyetem rektora                             | 088 |        |
| november 14. | Robert Perew       | olimpiai bronzérmes (1948) amerikai evező                                     | 076 |        |
| november 14. | Sebők György       | Liszt Ferenc-díjas zongoraművész                                              | 077 |        |
| november 13. | Germaine Dieterlen | francia antropológus                                                          | 096 |        |
| november 11. | Vivian Fuchs       | brit sarkkutató, felfedező                                                    | 091 |        |
| november 11. | Lodewijk Prins     | holland sakkozó                                                               | 086 |        |
| november 11. | Herbert Stass      | német színész és szinkronszínész                                              | 080 |        |
| november 10. | Szekeres András    | labdarúgó                                                                     | 077 |        |
| november 8.  | Leon Štukelj       | olimpiai- (1924 és 1928) és világbajnok jugoszláv-szlovén tornász             | 100 |        |
| november 7.  | Primo Nebiolo      | olasz sporthivatalnok, a Nemzetközi Atlétikai Szövetség elnöke                | 076 |        |
| november 5.  | Helmut Renschler   | német katona a második világháborúban                                         | 079 | —      |
| november 3.  | Ian Bannen         | skót színész                                                                  | 071 |        |
| november 2.  | Nagy Józsefné      | kommunista politikus, könnyűipari miniszter                                   | 078 |        |
| november 1.  | Csiaki Minoru      | japán színész                                                                 | 082 |        |
| november 1.  | Walter Payton      | amerikai amerikaifutball-játékos                                              | 045 |        |
| november 1.  | Pethes György      | színházrendező                                                                | 064 |        |

## Október
| Dátum       | Név                                     | Foglalkozás / tisztség                                                                                          | Kor | Forrás |
| ----------- | --------------------------------------- | --- | --- | ------ |
| október 30. | Uxío Novoneyra                          | spanyol-galiciai költő, író                                                                                     | 069 |        |
| október 30. | Pogány Gábor                            | magyar származású olasz operatőr                                                                                | 084 |        |
| október 30. | Nise da Silveira                        | brazil pszichiáter                                                                                              | 094 |        |
| október 30. | Maigonis Valdmanis                      | olimpiai ezüstérmes (1952 és 1956 és 1960) és Európa-bajnok szovjet-lett kosárlabdázó                           | 066 |        |
| október 29. | Olekszandr Vasziljovics Razumkov        | ukrán politikus                                                                                                 | 040 |        |
| október 29. | Michel Regnier (Greg)                   | belga-francia képregényalkotó                                                                                   | 068 |        |
| október 26. | Abraham Polonsky                        | amerikai filmrendező, forgatókönyvíró, író                                                                      | 088 |        |
| október 26. | Vadas Kiss László                       | Liszt Ferenc-díjas operaénekes (tenor), érdemes művész                                                          | 075 |        |
| október 25. | Payne Stewart                           | amerikai golfozó                                                                                                | 042 |        |
| október 24. | Georges Gandil                          | olimpiai bronzérmes (1948) francia kajak-kenu versenyző                                                         | 073 |        |
| október 24. | Parancs János                           | költő, műfordító, szerkesztő                                                                                    | 062 |        |
| október 23. | Hegedüs András                          | kommunista politikus, miniszterelnök (1955–1956)                                                                | 076 |        |
| október 22. | Nagy István                             | labdarúgó, edző                                                                                                 | 060 |        |
| október 22. | Gordon Smith                            | olimpiai- (1932) és világbajnoki ezüstérmes (1931) amerikai jégkorongozó, üzletember                            | 091 |        |
| október 21. | Lars Bo                                 | dán képzőművész és író                                                                                          | 075 |        |
| október 21. | Karl Renneberg                          | olimpiai bajnok (1960) német evezős                                                                             | 072 |        |
| október 20. | Kistétényi Melinda                      | zeneszerző, orgonaművész                                                                                        | 073 |        |
| október 20. | Jack Lynch (Seán Ó Loingsigh)           | ír politikus, miniszterelnök (1966–1973 és 1977–1979)                                                           | 082 |        |
| október 19. | Auður Auðuns                            | izlandi jogász, politikus, Reykjavík polgármestere, miniszter                                                   | 088 |        |
| október 19. | Harry Bannink                           | holland zeneszerző, zongoraművész                                                                               | 070 |        |
| október 19. | Nathalie Sarraute                       | francia írónő                                                                                                   | 099 |        |
| október 18. | Daniel Zariquiegui Izco                 | spanyol nemzetközi labdarúgó-játékvezető                                                                        | 075 |        |
| október 16. | Ella Mae Morse                          | amerikai énekesnő                                                                                               | 075 |        |
| október 16. | Szabó Andor                             | metodista lelkész                                                                                               | 075 |        |
| október 14. | Julius Nyerere                          | tanzániai író, marxista politikus, államfő (1964–1985)                                                          | 077 |        |
| október 13. | Bartos Béla                             | válogatott labdarúgó                                                                                            | 097 |        |
| október 13. | Michael Hartnett (Micheál Ó hAirtnéide) | ír költő | 058 |        |
| október 10. | Nakamura Hadzsime                       | japán filozófus                                                                                                 | 086 |        |
| október 10. | Németh András                           | orvos, címzetes egyetemi tanár, az első magyarországi veseátültetést végző sebész, urológus, amatőr filmes, író | 075 |        |
| október 9.  | João Cabral de Melo Neto                | brazil költő, író, diplomata                                                                                    | 079 |        |
| október 9.  | Rolf Stein                              | francia tibetológus, sinológus                                                                                  | 088 |        |
| október 9.  | Morris West                             | ausztrál író, drámaíró                                                                                          | 083 |        |
| október 7.  | David A. Huffman                        | amerikai informatikus                                                                                           | 074 |        |
| október 6.  | Gorilla Monsoon                         | amerikai birkózó                                                                                                | 062 |        |
| október 6.  | Amália Rodrigues                        | portugál énekesnő és színésznő                                                                                  | 079 |        |
| október 4.  | Erik Brødreskift (Grim)                 | norvég dobos, black metal-zenész (Immortal), (Gorgoroth)                                                        | 029 |        |
| október 4.  | Bernard Buffet                          | francia festő, grafikus                                                                                         | 071 |        |
| október 4.  | Art Farmer                              | amerikai trombitás, szárnykürtös                                                                                | 071 |        |
| október 3.  | Morita Akio                             | japán üzletember, a Sony elektronikai vállalat társalapítója                                                    | 078 |        |
| október 2.  | Heinz G. Konsalik                       | német író | 078 |        |

## Szeptember
| Dátum          | Név                       | Foglalkozás / tisztség                                                             | Kor | Forrás |
| -------------- | ------------------------- | ---------------------------------------------------------------------------------- | --- | ------ |
| szeptember 30. | Dmitrij Lihacsov          | szovjet-orosz nyelv- és irodalomtörténész, az MTA tiszteleti tagja                 | 092 |        |
| szeptember 25. | Marion Zimmer Bradley     | amerikai sci-fi- és fantasyíró                                                     | 069 |        |
| szeptember 25. | Teodor Kocerka            | olimpiai bronzérmes (1952 és 1960) és Európa-bajnok (1955) lengyel evezős          | 072 |        |
| szeptember 24. | Ester Boserup             | dán közgazdász, demográfus                                                         | 089 |        |
| szeptember 23. | Oláh Sándor               | politikus, újságíró, országgyűlési képviselő                                       | 074 |        |
| szeptember 23. | Polányi Imre              | történész, egyetemi tanár                                                          | 073 |        |
| szeptember 22. | Kudaka Tomoo              | japán labdarúgó                                                                    | 036 |        |
| szeptember 22. | George C. Scott           | amerikai színész                                                                   | 071 |        |
| szeptember 20. | Birger Nilsen             | norvég nemzetközi labdarúgó-játékvezető                                            | 082 |        |
| szeptember 19. | Pavle Ivić                | szerb nyelvész                                                                     | 074 |        |
| szeptember 18. | Leo Valiani               | olasz újságíró, történész, politikus                                               | 090 |        |
| szeptember 17. | Leonard Carlitz           | amerikai matematikus                                                               | 091 |        |
| szeptember 16. | Rozsda Endre              | festőművész, grafikus                                                              | 085 |        |
| szeptember 14. | Bozay Attila              | magyar zeneszerző                                                                  | 060 |        |
| szeptember 14. | Charles Crichton          | brit filmrendező, (Megosztott szív), (A hal neve: Wanda) forgatókönyvíró, producer | 089 |        |
| szeptember 14. | André Kostolany           | tőzsdespekuláns                                                                    | 093 |        |
| szeptember 14. | Zibolen Endre             | művelődéstörténész                                                                 | 085 |        |
| szeptember 13. | Pjotr Selohonov           | szovjet-orosz színész, színpadi rendező                                            | 070 |        |
| szeptember 12. | Allen Stack               | olimpiai bajnok (1948) amerikai úszó                                               | 071 |        |
| szeptember 8.  | Birgit Cullberg           | svéd balett-táncos, koreográfus                                                    | 091 |        |
| szeptember 8.  | Marino Stephano           | belga zenész, zenei producer, lemezlovas                                           | 025 |        |
| szeptember 7.  | Thierry Claveyrolat       | francia kerékpárversenyző                                                          | 040 |        |
| szeptember 7.  | Bjarne Iversen            | olimpiai ezüstérmes (1936) és világbajnoki ezüstérmes (1935) norvég sífutó         | 086 |        |
| szeptember 7.  | Róka Károly               | festő                                                                              | 086 |        |
| szeptember 6.  | Mendelényi Tamás          | olimpiai bajnok (1960) kardvívó                                                    | 063 |        |
| szeptember 5.  | Ivor Roberts              | angol színész, komikus (Csengetett, Mylord?)                                       | 074 |        |
| szeptember 5.  | Geraldo de Proença Sigaud | brazil teológus, egyetemi tanár és katolikus pap                                   | 089 |        |
| szeptember 5.  | Katie Webster             | amerikai boogie-woogie zongorista, énekesnő                                        | 063 |        |
| szeptember 3.  | George Hunt               | olimpiai bajnok (1936) amerikai evezős                                             | 083 |        |
| szeptember 2.  | Szűcs Lajos               | olimpiai ezüstérmes (1972) súlyemelő                                               | 053 |        |

## Augusztus
| Dátum         | Név                      | Foglalkozás / tisztség                                                                                              | Kor | Forrás |
| ------------- | ------------------------ | --- | --- | ------ |
| augusztus 31. | Vajda Ágnes              | statisztikus, szociológus                                                                                           | 057 |        |
| augusztus 30. | Farkas Ilonka            | operaénekesnő, zenei szakkönyvíró                                                                                   | 085 |        |
| augusztus 29. | Móricz Lili              | színésznő, író, Móricz Zsigmond lánya                                                                               | 084 |        |
| augusztus 27. | Syd Owen                 | angol labdarúgócsatár, edző                                                                                         | 076 |        |
| augusztus 27. | Wallace Strobel          | amerikai katonatiszt a második világháborúban                                                                       | 077 |        |
| augusztus 26. | Elena Murgoci            | világbajnok román atléta, maratonfutó                                                                               | 039 |        |
| augusztus 23. | Taliga Ferenc            | labdarúgó, csatár                                                                                                   | 063 |        |
| augusztus 23. | James White              | észak-ír sci-fi-író                                                                                                 | 071 |        |
| augusztus 22. | Alekszandr Gyemjanyenko  | szovjet-orosz színész (Halló, itt Iván cár!)                                                                        | 062 |        |
| augusztus 21. | Jerzy Harasymowicz       | lengyel költő | 066 |        |
| augusztus 18. | Sziládi János            | könyvkiadó, író, színházigazgató                                                                                    | 060 |        |
| augusztus 17. | Reiner Klimke            | többszörös olimpiai bajnok (1964 és 1968 és 1976 és 1984 és 1988) és világ- és Európa-bajnok német lovas, politikus | 063 |        |
| augusztus 15. | Olga Orozco              | argentin költő | 079 |        |
| augusztus 15. | Sághy Vilmos             | eszperantista, agrárközgazdász, belkereskedelmi miniszter                                                           | 077 |        |
| augusztus 13. | Sulo Nurmela             | olimpiai bajnok (1936) finn sífutó                                                                                  | 091 |        |
| augusztus 12. | Can Yücel                | török költő | 072 |        |
| augusztus 11. | Mimi Pollak              | svéd színésznő, színházi rendező                                                                                    | 096 |        |
| augusztus 10. | Giuseppe Delfino         | olimpiai és világbajnok olasz párbajtőrvívó                                                                         | 077 |        |
| augusztus 9.  | Abraham H. Taub          | amerikai matematikus, fizikus                                                                                       | 088 |        |
| augusztus 8.  | Pártay Tivadar           | politikus, újságíró, országgyűlési képviselő, rövid ideig az FKGP elnöke                                            | 090 |        |
| augusztus 7.  | Brion James              | amerikai színész | 054 |        |
| augusztus 7.  | Mijagava Kazuo           | japán operatőr, filmrendező                                                                                         | 091 |        |
| augusztus 6.  | Ilse Pausin              | olimpiai ezüstérmes (1936) osztrák műkorcsolyázó                                                                    | 080 |        |
| augusztus 6.  | Szilágyi Imre            | filozófus | 066 | —      |
| augusztus 5.  | Veres János              | költő, író, műfordító, helytörténész                                                                                | 069 |        |
| augusztus 5.  | Rimma Mihajlovna Zsukova | világbajnok szovjet-orosz gyorskorcsolyázó                                                                          | 074 |        |
| augusztus 4.  | Liselott Linsenhoff      | olimpiai bajnok (1968 és 1972) és világbajnok német lovas                                                           | 071 |        |
| augusztus 4.  | Victor Mature            | amerikai színész (Hannibal)                                                                                         | 086 |        |
| augusztus 3.  | Leroy Vinnegar           | amerikai dzsessznagybőgős                                                                                           | 071 |        |
| augusztus 2.  | Bernhard Quandt          | német politikus | 096 |        |
| augusztus 2.  | Szűcs Ferenc             | katonatiszt, a magyar katonai hírszerzés vezetője                                                                   | 076 |        |

## Július
| Dátum      | Név                                | Foglalkozás / tisztség                                             | Kor | Forrás |
| ---------- | ---------------------------------- | ------------------------------------------------------------------ | --- | ------ |
| július 29. | Békés Gellért                      | író, költő, teológus                                               | 084 |        |
| július 29. | Anatolij Boriszovics Szolovjanenko | szovjet-ukrán operaénekes                                          | 066 |        |
| július 28. | Trygve Haavelmo                    | Közgazdasági Nobel-emlékdíjas norvég közgazdász, ökonometrikus     | 087 |        |
| július 28. | Makszim Monguzsukovics Munzuk      | tuvai színész, a tuvai helyi színház alapítóinak egyike            | 089 |        |
| július 28. | Francisco Risiglione               | olimpiai bronzérmes (1936) argentin ökölvívó                       | 082 |        |
| július 28. | Carlos Romero                      | világbajnok (1950) uruguayi labdarúgócsatár                        | 071 |        |
| július 27. | Alekszandr Alekszandrov            | szovjet-orosz matematikus, fizikus, filozófus                      | 086 |        |
| július 26. | Walter Jackson Bate                | Pulitzer-díjas (1978) amerikai életrajzíró                         | 081 |        |
| július 26. | Bay Béla                           | vívó, edző, sportvezető                                            | 092 |        |
| július 25. | Pentti Lammio                      | olimpiai bronzérmes (1948) finn gyorskorcsolyázó                   | 079 |        |
| július 24. | Henk Pellikaan                     | holland válogatott labdarúgó                                       | 088 |        |
| július 24. | Vékássy Alajos                     | gépészmérnök, textilmérnök                                         | 090 |        |
| július 23. | II. Haszan                         | marokkói király                                                    | 070 |        |
| július 21. | Jaczkó Pál                         | politikus                                                          | 082 |        |
| július 20. | Juhász Béla                        | irodalomtörténész                                                  | 067 |        |
| július 16. | John Fitzgerald Kennedy            | amerikai jogász, újságíró, John Fitzgerald Kennedy elnök fia       | 038 |        |
| július 16. | Musa Topbaş                        | török muszlim vallási vezető, szúfi misztikus                      | 083 |        |
| július 15. | Horacio Podestá                    | olimpiai bronzérmes (1936) argentin evezős                         | 087 |        |
| július 14. | Maria Banuș                        | román író, esszéista, műfordító                                    | 085 |        |
| július 14. | Władysław Hasior                   | lengyel képzőművész                                                | 071 |        |
| július 14. | Gar Samuelson                      | amerikai thrash metal dobos (Megadeth)                             | 041 |        |
| július 12. | Bill Owen                          | angol színpadi és filmszínész, dalszerző, komikus                  | 085 |        |
| július 12. | Szeleczky Zita                     | színésznő, filmszínésznő                                           | 084 |        |
| július 8.  | Terták Elemér                      | műkorcsolyázó, sportvezető                                         | 082 |        |
| július 8.  | Charles Conrad                     | amerikai űrhajós, a Holdon jártak egyike                           | 069 |        |
| július 7.  | Laurie Scott                       | angol válogatott labdarúgó, edző                                   | 082 |        |
| július 6.  | Joaquín Rodrigo                    | spanyol klasszikus zeneszerző, zongoraművész                       | 097 |        |
| július 6.  | Szakály Ferenc                     | történész, muzeológus, a Magyar Tudományos Akadémia levelező tagja | 056 |        |
| július 2.  | Andrej Bogdanov                    | olimpiai ezüstérmes (1976) szovjet úszó                            | 041 |        |
| július 2.  | Harry Brewster                     | amerikai író                                                       | 089 |        |
| július 2.  | Mario Puzo                         | amerikai regényíró (A keresztapa), forgatókönyvíró, újságíró       | 078 |        |
| július 2.  | Vadas Zsuzsa                       | táncdalénekes                                                      | 073 |        |
| július 1.  | Edward Dmytryk                     | amerikai filmrendező, filmvágó, filmproducer, forgatókönyvíró      | 090 |        |
| július 1.  | Joshua Nkomo                       | zimbabwei politikus, alelnök (1990–1999)                           | 082 |        |
| július 1.  | Ernst Nievergelt                   | olimpiai ezüstérmes (1936) svájci kerérpárversenyző                | 089 |        |
| július 1.  | Sylvia Sidney                      | amerikai színésznő                                                 | 088 |        |
| július 1.  | William Whitelaw                   | brit politikus, miniszterelnökhelyettes (1979–1988)                | 081 |        |

## Június
| Dátum      | Név                   | Foglalkozás / tisztség | Kor | Forrás |
| ---------- | --------------------- | --- | --- | ------ |
| június 30. | Kovács Zoltán         | romániai magyar festőművész | 085 |        |
| június 27. | Siegfried Lowitz      | német színész (Az Öreg) | 084 |        |
| június 27. | Jórgosz Papadópulosz  | görög katonatiszt, politikus, diktátor, miniszterelnök (1967–1973)                                                                | 080 |        |
| június 25. | Jevgenyij Morgunov    | szovjet-orosz színész | 072 |        |
| június 25. | Szász Béla            | író, újságíró, lapszerkesztő, a Rajk-per egyik mellékvádlottja                                                                    | 088 |        |
| június 25. | Fred Trump            | amerikai üzletember, Donald Trump apja                                                                                            | 093 |        |
| június 23. | Koczor János          | gazdálkodó, a Katolikus Agrárifjúsági Legényegyletek Országos Testülete szervezője, a Demokrata Néppárt országgyűlési képviselője | 081 |        |
| június 23. | Luboš Fišer           | cseh zeneszerző | 063 |        |
| június 22. | Guy Tunmer            | dél-afrikai autóversenyző | 050 |        |
| június 19. | Mario Soldati         | olasz író, újságíró, filmrendező                                                                                                  | 092 |        |
| június 17. | Paul-Émile de Souza   | dahomeyi politikus, elnök (1959–1960)                                                                                             | 068 | —      |
| június 16. | Marshall Wayne        | olimpiai bajnok (1936) amerikai műugró                                                                                            | 087 |        |
| június 16. | Schöck Ottó           | zenész, a Metro tagja | 052 |        |
| június 13. | Douglas Seale         | angol színész | 085 |        |
| június 12. | Szergej Hlebnyikov    | olimpiai ezüstérmes (1984) és világbajnok szovjet-orosz gyorskorcsolyázó                                                          | 043 |        |
| június 11. | DeForest Kelley       | amerikai színész | 079 |        |
| június 11. | Jacek Sawaszkiewicz   | lengyel sci-fi-író, szatirikusíró                                                                                                 | 051 |        |
| június 10. | Egresi Béla           | labdarúgó | 077 |        |
| június 9.  | Vadas György          | magyar nemzetközi labdarúgó-játékvezető                                                                                           | 077 |        |
| június 8.  | Piet Blom             | holland építész | 065 |        |
| június 6.  | Pusztai Ferenc        | tervezőmérnök | 075 | —      |
| június 5.  | Sebes Sándor          | takarékpénztári tisztviselő, politikus                                                                                            | 096 |        |
| június 5.  | Mel Tormé             | négyszeres Grammy-díjas amerikai zenész, énekes, zeneszerző, szövegíró, hangszerelő, dobos, színész                               | 073 |        |
| június 5.  | Ernie Wilkins         | amerikai dzsessz-szaxofonos | 076 |        |
| június 4.  | Székely Imre          | romániai magyar gépész- és villamosmérnök                                                                                         | 076 | —      |
| június 2.  | Junior Braithwaite    | jamaicai reggae-zenész, a Bob Marley and the Wailers együttes tagja                                                               | 050 |        |
| június 1.  | Christopher Cockerell | angol mérnök, a légpárnás hajó feltalálója                                                                                        | 088 |        |
| június 1.  | Cris Miró             | argentin színésznő, balett-táncosnő                                                                                               | 033 |        |

## Május
| Dátum     | Név                        | Foglalkozás / tisztség                                                     | Kor | Forrás |
| --------- | -------------------------- | -------------------------------------------------------------------------- | --- | ------ |
| május 30. | Kalju Lepik                | észt költő                                                                 | 078 |        |
| május 26. | Erik von Kuehnelt-Leddihn  | osztrák konzervatív filozófus, publicista                                  | 089 |        |
| május 26. | Paul Sacher                | svájci karmester, mecénás és üzletember                                    | 093 |        |
| május 25. | Hillary Brooke             | amerikai színésznő (Az ember, aki túl sokat tudott)                        | 084 |        |
| május 25. | Jefim Szamojlovics Fradkin | szovjet-orosz fizikus                                                      | 075 |        |
| május 25. | Horst Frank                | német színész (Viva Django)                                                | 069 |        |
| május 25. | Clara Ledesma              | dominikai-amerikai festő                                                   | 075 |        |
| május 23. | Owen Hart                  | kanadai birkózó                                                            | 034 |        |
| május 22. | Szabó Miklós               | operaénekes                                                                | 089 |        |
| május 22. | Szombathelyi Blanka        | színésznő                                                                  | 080 |        |
| május 22. | Lýdia Vadkerti-Gavorníková | szlovák költő és műfordító                                                 | 067 |        |
| május 18. | Horace Herring             | olimpiai ezüstérmes (1948) amerikai ökölvívó                               | 076 |        |
| május 18. | Augustus Pablo             | jamaicai roots reggae és dub zenei producer és billentyűs, melodika művész | 044 |        |
| május 17. | Thelma Kalama              | olimpiai bajnok (1948) amerikai úszó                                       | 068 |        |
| május 17. | Edward William Rimkus      | olimpiai bajnok (1948) amerikai bobversenyző                               | 085 |        |
| május 17. | Szurok János               | Balázs Béla-díjas operatőr                                                 | 071 |        |
| május 16. | Lembit Oll                 | észt sakkozó                                                               | 033 |        |
| május 12. | Saul Steinberg             | román-amerikai képregényalkotó                                             | 084 |        |
| május 10. | Alfred Mauer               | osztrák születésű lengyel jégkorongozó, olimpikon                          | 092 |        |
| május 10. | Shel Silverstein           | amerikai költő, dalszerző, képregényalkotó                                 | 068 |        |
| május 9.  | Božidar Kantušer           | szlovén-amerikai zeneszerző                                                | 077 |        |
| május 8.  | Dirk Bogarde               | angol színész (Halál Velencében, A híd túl messze van)                     | 078 |        |
| május 8.  | Ed Gilbert                 | amerikai színész, szinkronszínész, entomológus                             | 067 |        |
| május 8.  | Tímár Máté                 | József Attila-díjas író                                                    | 076 |        |
| május 7.  | Veress Pál                 | festőművész, grafikus                                                      | 079 |        |
| május 6.  | Maria Laura Rocca          | olasz színésznő, író                                                       | 081 |        |
| május 5.  | Rodrigo Ruiz Zárate        | mexikói labdarúgó, hátvéd                                                  | 076 |        |
| május 4.  | Henry Tiller               | olimpiai ezüstérmes (1936) norvég ökölvívó                                 | 084 |        |
| május 3.  | Josef Zeman                | csehszlovák válogatott cseh labdarúgó, csatár, edző                        | 084 |        |
| május 2.  | Oliver Reed                | angol színész                                                              | 061 |        |
| május 2.  | Igor Mihajlovics Gyjakonov | orosz történész                                                            | 084 |        |
| május 2.  | Tibor Kalman               | magyar származású amerikai grafikus, a Colors magazin főszerkesztője       | 049 |        |
| május 2.  | Tóth Jenő                  | hivatásos katona, ejtőernyős sportoló                                      | 079 | —      |
| május 1.  | Brian Shawe-Taylor         | brit autóversenyző                                                         | 084 |        |

## Április
| Dátum       | Név                     | Foglalkozás / tisztség                                                                     | Kor | Forrás |
| ----------- | ----------------------- | ------------------------------------------------------------------------------------------ | --- | ------ |
| április 28. | Alf Ramsey              | angol válogatott labdarúgó, edző                                                           | 079 |        |
| április 28. | Arvo Viitanen           | olimpiai ezüstérmes (1956) finn sífutó                                                     | 075 |        |
| április 28. | Arthur Leonard Schawlow | Nobel-díjas (1981) amerikai fizikus                                                        | 077 |        |
| április 27. | Pavel Klusancev         | szovjet operatőr, forgatókönyvíró, filmrendező                                             | 089 |        |
| április 26. | Jill Dando              | angol újságíró, tv-műsorvezető                                                             | 037 |        |
| április 25. | Michael Morris          | ír újságíró, sporttisztviselő, a Nemzetközi Olimpiai Bizottság elnöke (1972–1980)          | 084 |        |
| április 25. | Roger Troutman          | amerikai énekes, dalszerző, zenész, a Zapp alapító tagja                                   | 047 |        |
| április 23. | Hamani Diori            | nigériai politikus, elnök (1960–1974)                                                      | 072 |        |
| április 23. | Roger Rio               | francia válogatott labdarúgó                                                               | 086 |        |
| április 23. | Celso Torrelio Villa    | bolíviai katonatiszt, politikus, diktátor-elnök (1981–1982)                                | 065 |        |
| április 20. | Rick Rude               | amerikai birkózó                                                                           | 040 |        |
| április 18. | Enrique Hormazábal      | Dél-amerikai Válogatottak Bajnoksága ezüstérmes (1955 és 1956) chilei labdarúgó            | 068 |        |
| április 18. | Vincze István           | matematikus                                                                                | 087 |        |
| április 17. | Georges Miez            | olimpiai- (1928 és 1936) és világbajnok svájci tornász                                     | 094 |        |
| április 16. | Skip Spence             | kanadai-amerikai zenész, a Jefferson Airplane tagja                                        | 052 |        |
| április 15. | Roy Chiao               | hongkongi színész (Indiana Jones és a végzet temploma)                                     | 072 |        |
| április 15. | Ringelhann Béla         | belgyógyász, orvostörténész                                                                | 082 |        |
| április 14. | Ellen Corby             | amerikai színésznő                                                                         | 087 |        |
| április 13. | Kijokava Maszadzsi      | olimpiai bajnok (1932) japán úszó                                                          | 086 |        |
| április 13. | Ortvin Sarapu           | észt–új-zélandi sakkozó                                                                    | 075 |        |
| április 13. | Willi Stoph             | német politikus, a Német Demokratikus Köztársaság államtanácsának elnöke                   | 084 |        |
| április 10. | Charles Green           | világbajnok és olimpiai bronzérmes (1936) brit bobversenyző és második világháborús pilóta | 085 |        |
| április 9.  | Hegedüs Géza            | író, költő, kritikus                                                                       | 086 |        |
| április 9.  | Fodor Imre              | labdarúgó                                                                                  | 036 |        |
| április 9.  | Albert Popwell          | afroamerikai színész (Az igazság útja)                                                     | 072 |        |
| április 9.  | Robert Wallace          | amerikai költő                                                                             | 067 | —      |
| április 7.  | Menyhárt Jacqueline     | balett-táncosnő                                                                            | 061 |        |
| április 7.  | Szoó György             | színész                                                                                    | 077 |        |
| április 6.  | Red Norvo               | amerikai dzsesszvibrafonos                                                                 | 091 |        |
| április 4.  | Balogh Dezső            | romániai magyar nyelvész                                                                   | 069 | —      |
| április 4.  | Bob Peck                | angol színész (Jurassic Park)                                                              | 053 |        |
| április 1.  | Jesse Stone             | amerikai rhythm and blues zenész és dalszerző                                              | 097 |        |
| április 1.  | Tóth Imre               | mezőgazdász, politikus, országgyűlési képviselő (FKGP)                                     | 083 | —      |

## Március
| Dátum       | Név                                | Foglalkozás / tisztség                                                           | Kor | Forrás |
| ----------- | ---------------------------------- | -------------------------------------------------------------------------------- | --- | ------ |
| március 30. | Jurij Knorozov                     | orosz történész, nyelvész                                                        | 076 |        |
| március 30. | Igor Nyetto                        | szovjet (orosz) labdarúgó-középpályás, edző                                      | 069 |        |
| március 29. | Nyujtó Ferenc                      | gyümölcsnemesítő kertészmérnök                                                   | 077 | —      |
| március 29. | Stetka Éva                         | költő, műfordító, esszéíró, tanár, könyvtáros                                    | 068 |        |
| március 29. | Zsengellér Gyula                   | labdarúgó                                                                        | 083 |        |
| március 28. | Franco Gasparri                    | olasz színész                                                                    | 050 |        |
| március 27. | Várszegi Károly                    | Balázs Béla-díjas rendező, operatőr                                              | 056 |        |
| március 26. | Eva Kolstad                        | norvég politikus                                                                 | 080 |        |
| március 25. | Vjacseszlav Makszimovics Csornovil | ukrán disszidens, emberi jogi aktivista, újságíró                                | 061 |        |
| március 22. | David Strickland                   | amerikai színész                                                                 | 029 |        |
| március 21. | Ernie Wise                         | angol színész, komikus                                                           | 073 |        |
| március 19. | Susánszky János                    | jogász, közgazdász, üzemszervező, egyetemi tanár, az MTA doktora                 | 075 |        |
| március 18. | Székács-Schönberger István         | orvos, pszichoanalitikus                                                         | 091 |        |
| március 17. | Lloyd Appleton                     | olimpiai ezüstérmes (1928) amerikai birkózó                                      | 093 |        |
| március 17. | Humberto Fernández-Morán           | venezuelai orvos, feltaláló                                                      | 075 |        |
| március 17. | Ernest Gold                        | osztrák-amerikai zeneszerző                                                      | 077 |        |
| március 17. | Hildegard Peplau                   | amerikai ápolónő                                                                 | 089 |        |
| március 15. | Sasváriné Paulik Ilona             | paralimpiai bajnok, világbajnoki ezüstérmes, Európa-bajnok para-asztaliteniszező | 044 | —      |
| március 14. | Abraham Kurland                    | olimpiai ezüstérmes (1932) dán birkózó                                           | 086 |        |
| március 14. | Száger György                      | labdarúgó, kapus, edző                                                           | 058 | —      |
| március 13. | Garson Kanin                       | amerikai rendező, forgatókönyvíró                                                | 086 |        |
| március 13. | Togobickij Viktor                  | orosz származású magyar Erkel Ferenc-díjas zeneszerző                            | 046 |        |
| március 12. | Yehudi Menuhin                     | amerikai hegedűművész, karmester                                                 | 082 |        |
| március 11. | Galambosi László                   | író, költő, pedagógus                                                            | 070 |        |
| március 11. | Tacsi Singo                        | japán autóversenyző                                                              | 021 |        |
| március 10. | Oswaldo Guayasamín                 | ecuadori festő, szobrász, grafikus                                               | 079 |        |
| március 9.  | Harry Somers                       | kanadai zeneszerző                                                               | 073 |        |
| március 8.  | Peggy Cass                         | amerikai színésznő                                                               | 074 |        |
| március 8.  | Joe DiMaggio                       | amerikai baseballjátékos, Marylin Monroe első férje                              | 084 |        |
| március 7.  | Stanley Kubrick                    | amerikai filmrendező és producer                                                 | 070 |        |
| március 7.  | Palotás Dezső                      | erdélyi magyar költő, író, grafikus                                              | 047 |        |
| március 6.  | Parti János                        | olimpiai bajnok (1960) és világbajnok (1954) kenus, edző                         | 066 |        |
| március 6.  | Kardos Ferenc                      | filmrendező, forgatókönyvíró                                                     | 061 |        |
| március 6.  | Dennis Viollet                     | angol labdarúgócsatár, edző                                                      | 065 |        |
| március 6.  | Eric R. Wolf                       | amerikai antropológus                                                            | 076 |        |
| március 4.  | Del Close                          | amerikai színész, író                                                            | 064 |        |
| március 2.  | Dusty Springfield                  | angol soul-pop énekesnő                                                          | 059 |        |

## Február
| Dátum       | Név                               | Foglalkozás / tisztség | Kor    | Forrás |
| ----------- | --------------------------------- | --- | ------ | ------ |
| február 26. | Jean Coulomb                      | francia matematikus és geofizikus                                                                                           | 094    |        |
| február 26. | Gilda Musa                        | olasz író, költő, esszéíró, sci-fi-író, műfordító                                                                           | 072–73 |        |
| február 26. | Péter János                       | református lelkész, püspök, külügyminiszter                                                                                 | 088    |        |
| február 25. | Glenn T. Seaborg                  | Nobel-díjas svéd származású amerikai vegyész, a transzurán elemek kémiai tulajdonságainak kutatója                          | 086    |        |
| február 24. | Catharina Roodzant                | holland női sakkozó, kétszeres világbajnokjelölt, sakkolimpikon                                                             | 102    |        |
| február 23. | Gergely Géza                      | rendező, író | 069    |        |
| február 23. | Ruth Gipps                        | angol zeneszerző | 078    |        |
| február 23. | Tóth Béla Lajos                   | állatorvos, egyetemi tanár                                                                                                  | 073    |        |
| február 21. | Gertrude B. Elion                 | Nobel-díjas amerikai biokémikus, farmakológus                                                                               | 081    |        |
| február 21. | Ilmari Juutilainen                | második világháborús finn vadászpilóta                                                                                      | 085    |        |
| február 20. | Plugor Sándor                     | erdélyi magyar grafikus, festő                                                                                              | 058    |        |
| február 20. | Gene Siskel                       | amerikai filmkritikus és újságíró                                                                                           | 053    |        |
| február 18. | Pap László                        | református lelkész | 061    |        |
| február 16. | Björn Afzelius                    | svéd énekes, gitáros, zeneszerző                                                                                            | 052    |        |
| február 16. | Necil Kazim Akses                 | török zeneszerző, diplomata                                                                                                 | 090    |        |
| február 16. | Fritzi Burger (Friederike Burger) | olimpiai ezüstérmes (1932) osztrák műkorcsolyázó                                                                            | 088    |        |
| február 15. | Big L                             | amerikai rapper | 024    |        |
| február 15. | Billy Garrett                     | amerikai autóversenyző | 065    |        |
| február 15. | Henry Way Kendall                 | Nobel-díjas amerikai fizikus                                                                                                | 072    |        |
| február 13. | Heckenast Gusztáv                 | történész | 076    |        |
| február 12. | Bónis Éva                         | régész | 080    |        |
| február 11. | Orjo Pättiniemi                   | finn nemzetközi labdarúgó-játékvezető                                                                                       | 078    |        |
| február 10. | Louise Piëch                      | osztrák üzletasszony | 094    |        |
| február 10. | Salamon Ella                      | erdélyi magyar nyelvész, tankönyvíró, szerkesztő                                                                            | 096    |        |
| február 9.  | Forgács Ottó                      | Balázs Béla-díjas operatőr, egyetemi tanár                                                                                  | 078    |        |
| február 9.  | Bernhard Paus                     | norvég orvos, sebész | 088    |        |
| február 8.  | Iris Murdoch                      | brit író és filozófus | 079    |        |
| február 7.  | Keller András                     | nagy-britanniai magyar fizikokémikus, polimerfizikus, az MTA tagja                                                          | 073    |        |
| február 7.  | Huszejn jordán király             | Jordánia királya | 063    |        |
| február 7.  | José Silva                        | amerikai amatőr pszichológus, az agykontroll módszer megalapítója                                                           | 084    | —      |
| február 7.  | Bobby Troup                       | amerikai dzsesszzongorista, énekes, színész, dalszerző                                                                      | 080    |        |
| február 6.  | Szentkirályi Zoltán               | Széchenyi-díjas magyar építész, építészettörténész, MMA-tag                                                                 | 071    |        |
| február 3.  | Incze János                       | grafikus, festő | 089    |        |
| február 3.  | Schirilla György                  | szupermaratonista, hosszútávúszó és kerékpárversenyző                                                                       | 059    |        |
| február 2.  | Tátrai Vilmos                     | Kossuth-díjas hegedűművész                                                                                                  | 086    |        |
| február 2.  | Kátay Endre                       | színész | 072    |        |
| február 2.  | Vladimír Petlák                   | világbajnok (1966) és Európa-bajnoki ezüstérmes (1967) és olimpiai bronzérmes (1968) csehszlovák válogatott cseh röplabdázó | 052    |        |
| február 1.  | Diószegi Balázs                   | festőművész | 084    |        |
| február 1.  | Alejandro Galindo                 | mexikói színész, filmrendező, producer                                                                                      | 093    |        |
| február 1.  | Kárpáti Rudolf                    | olimpiai bajnok (1948 és 1952 és 1956 és 1960) kardvívó, katonatiszt                                                        | 078    |        |

## Január
| Dátum      | Név                        | Foglalkozás / tisztség                                                                                  | Kor | Forrás |
| ---------- | -------------------------- | --- | --- | ------ |
| január 31. | Norm Zauchin               | amerikai baseballjátékos                                                                                | 069 |        |
| január 31. | Bill Luders                | amerikai haditengerészeti építész és jachttervező                                                       | 089 | —      |
| január 31. | Alfred Pema                | albán politikus, oktatásügyi miniszter (1991–1992)                                                      | 054 | —      |
| január 30. | Romano Garagnani           | olimpiai ezüstérmes (1968) olasz sportlövő                                                              | 061 |        |
| január 30. | Huntz Hall                 | amerikai filmes, televíziós és rádiós színész                                                           | 078 |        |
| január 30. | Dolf van der Linden        | holland karmester, zeneszerző                                                                           | 083 |        |
| január 28. | Josef Doležal              | olimpiai ezüstérmes (1952) és Európa-bajnok (1954) csehszlovák-cseh atléta, távgyalogló                 | 078 |        |
| január 28. | Markey Robinson            | ír festőművész                                                                                          | 080 |        |
| január 27. | Gonzalo Torrente Ballester | Cervantes-díjas spanyol-galiciai író, drámaíró                                                          | 088 |        |
| január 27. | František Vláčil           | cseh festő, grafikus, filmrendező, forgatókönyvíró                                                      | 074 |        |
| január 26. | Settimio Ferrazzetta       | olasz származású, bissaui római katolikus főpap, 1977-től a Bissaui Római Katolikus Egyházmegye Püspöke | 074 |        |
| január 25. | Robert Shaw                | amerikai karmester                                                                                      | 082 |        |
| január 25. | Ted Mallie                 | amerikai rádiós és televíziós bemondó                                                                   | 074 |        |
| január 25. | Rudolf Glöckner            | német labdarúgó játékvezető                                                                             | 069 |        |
| január 24. | Nádor György               | filozófus, irodalomtörténész, esztéta, vallástörténész                                                  | 078 | —      |
| január 24. | Jóhannes av Skarði         | feröeri nyelvész, szótárszerkesztő                                                                      | 087 |        |
| január 23. | Frederick Sommer           | brazil-amerikai fotóművész                                                                              | 093 |        |
| január 22. | Gecse Árpád                | szobrász, festőművész                                                                                   | 098 |        |
| január 22. | Graham Staines             | ausztráliai keresztény misszionárius                                                                    | 058 |        |
| január 21. | Jacques Chailley           | francia zeneszerző, zenetudós                                                                           | 088 |        |
| január 21. | Eva Seemannová             | cseh eszperantista, színésznő                                                                           | 078 |        |
| január 21. | Susan Strasberg            | amerikai színésznő (A szél másik oldala)                                                                | 060 |        |
| január 21. | Vassányi Béla              | fotóművész                                                                                              | 075 |        |
| január 19. | Tóth Abonyi Balázs         | szíjgyártó mester, népművész, a Népművészet Mestere                                                     | 072 | —      |
| január 18. | Henri Romagnesi            | francia mikológus                                                                                       | 086 |        |
| január 17. | Kéri Károly                | válogatott labdarúgó                                                                                    | 078 | —      |
| január 15. | Lars Glassér               | világbajnok és olimpiai ezüstérmes (1952) svéd kajak-kenu versenyző                                     | 073 |        |
| január 14. | Jerzy Grotowski            | lengyel színházigazgató                                                                                 | 065 |        |
| január 14. | Lincoln Thompson           | jamaicai reggae énekes, dalszövegíró                                                                    | 049 |        |
| január 12. | Donhoffer Szilárd          | Kossuth-díjas orvos, belgyógyász, egyetemi tanár, az MTA rendes tagja                                   | 096 |        |
| január 11. | Brian Moore                | brit származású kanadai regényíró                                                                       | 077 |        |
| január 11. | Josefina Pla               | paraguayi költő, drámaíró, történész, képzőművész                                                       | 095 |        |
| január 11. | Fabrizio De André          | olasz énekes, szövegíró                                                                                 | 058 |        |
| január 11. | Zircz Péter                | könyvtáros, irodalomtörténész                                                                           | 071 |        |
| január 10. | Primož Ramovš              | szlovén zeneszerző                                                                                      | 077 |        |
| január 9.  | Bogdán János               | tanár, a Gandhi Gimnázium igazgatója, a Roma Polgárjogi Alapítvány alapító tagja                        | 035 |        |
| január 9.  | Juhász Jácint              | színész                                                                                                 | 055 |        |
| január 9.  | Mányai Zsuzsa              | színésznő                                                                                               | 049 |        |
| január 9.  | Mien Ruys                  | holland táj- és kertépítész                                                                             | 094 |        |
| január 8.  | Peter Seeberg              | dán író                                                                                                 | 073 |        |
| január 6.  | Michel Petrucciani         | francia jazz-zongorista                                                                                 | 036 |        |
| január 6.  | Tichy Lajos                | labdarúgó                                                                                               | 063 |        |
| január 4.  | Iron Eyes Cody             | amerikai színész                                                                                        | 094 |        |
| január 4.  | Ortutay Tivadar            | katonai tolmács, számvevőségi főtanácsos, idegenvezető                                                  | 100 | —      |
| január 4.  | José Vela Zanetti          | spanyol festő                                                                                           | 085 |        |
| január 2.  | Sebastian Haffner          | német író, történész                                                                                    | 091 |        |
| január 1.  | Rafael Iglesias            | olimpiai bajnok (1948) argentin ökölvívó                                                                | 074 |        |